# Vengeance 2006
Vengeance 2006 è stata la sesta edizione dell'evento in pay-per-view Vengeance, prodotto dalla World Wrestling Entertainment. L'evento, esclusivo del roster di Raw, si è svolto il 25 giugno 2006 alla Charlotte Bobcats Arena di Charlotte.
I due main event furono l'5-on-2 handicap match tra la D-Generation X (Triple H e Shawn Michaels) e la Spirit Squad (Kenny, Johnny, Mitch, Nicky e Mickey), vinto dalla D-Generation X, e il match valevole per il WWE Championship tra il campione Rob Van Dam e lo sfidante Edge, vinto da Van Dam. Un altro match predominante della card fu il lumberjack match tra John Cena e Sabu.

## Storyline
La rivalità principale dell'evento fu quella per il WWE Championship tra il campione Rob Van Dam e lo sfidante Edge. Nella puntata della ECW on Sci-Fi del 13 giugno, Van Dam venne premiato con l'ECW World Heavyweight Championship (successivamente noto con il nome ECW World Championship) da Paul Heyman rendedolo un doppio campione, dato che deteneva anche il WWE Championship. La celebrazione di Van dam venne interrotta dal primo sfidante al titolo Edge e la sua fidanzata Lita, informando Van Dam di avere molto in comune, come l'aver detenuto il Money in the Bank e aver conquistato il WWE Championship per poi colpirlo con la Spear Nella puntata di Raw del 19 giugno, Van Dam attaccò Edge dopo che quest'ultimo aveva sconfitto Ric Flair.
L'altra rivalità predominante dell'evento fu quella tra la D-Generation X e la Spirit Squad. A Backlash, i McMahon (Mr. McMahon e Shane McMahon) sconfissero Shawn Michaels e "God" con l'aiuto della Spirit Squad in un Tag Team No Holds Barred match. Nelle settimane successive a Raw, Michaels si vendicò di McMahon e della Spirit Squad, fino alla puntata di Raw del 22 maggio dove la Spirit Squad infortunò il ginocchio sinistro di Michaels. Successivamente, McMahon ordinò a Triple H di colpire Michaels con lo sledgehammer ma invece colpì la Spirit Squad diventato un face. Due settimane dopo a Raw, Mr. McMahon forzò Triple H ad affrontare l'intera Spirit Squad in un gauntlet match. Durante il match, Kenny prese una sedia d'acciaio e la mise sul ginocchio sinistro di Triple H ma Michaels intervenne in favore di Triple H che attaccarono la Spirit Squad e riformarono la D-Generation dopo quattro dal 2002. Nella stessa sera, McMahon annunciò che la Spirit Squad avrebbe affrontato la D-Generation X a Vengeance in un 5-on-2 handicap match. Nella puntata di Raw, la D-X fece il suo ritorno umiliando la Spirit Squad con della venice verde.
La seconda rivalità predominante fu quella tra John Cena e Sabu. Nella puntata di ECW on Sci-Fi del 13 giugno, scoppiò una rissa tra Rob Van Dam ed Edge che venne attaccato da Cena poiché gli costò il WWE Championship a One Night Stand. In seguito Cena attaccò anche il rappresentante della ECW Paul Heyman, dopo che lo stesso Heyman aveva contato lo schienamento decisido che permise Van Dam di vincere il titolo a One Night Stand. Dopo l'attacco subito, Heyman annunciò che tutto il roster della ECW sarebbe apparso nella successiva puntata di Raw. La settimana successiva a Raw, Heyman apparve insieme a Balls Mahoney che affrontò Cena la sera stessa. Il match venne vinto da Cena per sottomissione. Dopo il match, Cena fu attaccato da Sabu che aveva vinto una 10-man Extreme Battle Royal il 13 giugno, ottenendo il diritto di affrontare Cena a Vengeace.

## Evento
Prima della messa in onda dell'evento, Val Venis sconfisse Robért Conway in un Dark match.

### Match preliminari
Il primo match dell'evento fu tra Randy Orton e Kurt Angle. Durante le fasi iniziali del match entrambi si portarono in vantaggio l'uno sull'altro. Angle controllò gran parte del match, mentre Orton cercò di evitare il più possibile gli attacchi di Angle. Angle tentò poi di eseguire un suplex sull'apron ring ai danni di Orton, ma lo stesso Angle rinunciò all'esecuzione della manovra. In seguito Angle colpì Orton con un belly to belly suplex sul pavimento esterno. A metà match Orton tentò di eseguire la RKO, però Angle contrattaccò la mossa spingendo Orton verso un angolo del ring. Orton ne approfittò e rimosse un cuscinetto di protezione dal tenditore delle corde; lasciandolo così esposto. Dopodiché Angle colpì Orton con una serie di german suplex per poi applicare su di lui la Ankle Lock; tuttavia Orton si liberò dalla presa di sottomissione lanciando Angle contro il tenditore delle corde esposto in precedenza. In seguito all'impatto Orton ebbe la strada spianata per eseguire la RKO ai danni di Angle e schienarlo; vincendo così il match.
Il match seguente fu tra Umaga e Eugene. In quello che fu uno squash match (durato appena 1 minuto e 26 secondi), Umaga sfruttò la sua forza e potenza per dominare Eugene. Il match terminò dopo che Umaga schienò Eugene per vincere l'incontro in seguito all'esecuzione del Samoan Spike. Al termine del match Umaga attaccò anche Jim Duggan e Doink the Clown, i quali erano giunti a bordo ring per assistere Eugene.
Il terzo match fu il 2-out-of-3 Falls match tra Ric Flair e Mick Foley. Durante le fasi iniziali del match Foley si portò in vantaggio dopo che colpì Flair con un Double Underhook DDT. Foley controllò gran parte del match finché non tentò di applicare la figure-four leglock sullo stesso Flair; difatti Flair rovesciò la manovra in un inside cradle e schienò Foley per aggiudicarsi la prima caduta. Frustrato per l'errore commesso, Foley prese un bidone dell'immondizia da sotto il ring per poi tentare di colpire Flair; tuttavia il Nature Boy evitò l'attacco ed applicò la figure-four leglock su Foley. Foley si liberò in seguito dalla presa di sottomissione; salvo poi colpire Flair al volto con il bidone dell'immondizia venendo così squalificato. Dato che Foley subì la squalifica, Flair si aggiudicò anche la seconda caduta; vincendo l'incontro per 2-0. Dopo che il match finì Foley colpì Flair con una mazza di filo spinato; lasciandolo sanguinante al volto all'interno del ring.
Il match successivo fu il Triple Threat match valevole per l'Intercontinental Championship tra il campione Shelton Benjamin e gli sfidanti Carlito e Johnny Nitro. Il match iniziò con Carlito che eseguì uno springboard moonsault sia su Benjamin che su Nitro. A metà match Carlito mise Nitro ad un angolo del ring nella posizione del tree of woe per poi salire sulla terza corda; tuttavia Benjamin saltò repentinamente sulla medesima corda anticipando così Carlito. Mentre Benjamin stava per eseguire un superplex ai danni di Carlito, Nitro afferrò lo stesso Benjamin e lo schiantò al suolo con un super german suplex; così facendo Benjamin colpì a sua volta Carlito con il superplex scaturendo una tower of doom. In seguito Carlito eseguì il Backcracker su Benjamin e, approfittando di ciò, Nitro lanciò Carlito all'esterno del ring per poi schienare Benjamin, vincendo così il match e conquistando allo stesso tempo il titolo intercontinentale.

### Match principali
Il quinto match della serata fu quello valevole per il WWE Championship tra il campione Rob Van Dam e lo sfidante Edge (con Lita). Durante le fasi iniziali del match Edge controllò la contesa dopo che colpì Van Dam con un sunset flip powerbomb sul pavimento esterno. In seguito Van Dam si portò in vantaggio dopo l'esecuzione di un crossbody all'esterno del quadrato ai danni di Edge. Dopodiché entrambi si portarono in vantaggio l'uno sull'altro, finché Van Dam non mise inavvertitamente KO l'arbitro del match. Edge tentò dunque di approfittarne e, dato che Lita gli diede il WWE Championship, provò a colpire Van Dam con il titolo; tuttavia il campione contrattaccò colpendo Edge con uno spinning kick. Edge tornò poi in controllo del match e tentò di colpire Van Dam con la Spear, mentre Lita incastrò una sedia d'acciaio tra due corde del ring. Edge prese la rincorsa per colpire Van Dam con la Spear, ma all'ultimo istante il campione si scansò evitando la manovra; di conseguenza Edge schiantò il proprio viso attraverso la sedia incastrata in precedenza da Lita. Approfittando dell'accaduto, Van Dam eseguì la Five Star Frog Splash su Edge per poi schienarlo e mantenere il WWE Championship.
Il match seguente fu tra Kane e l'Imposter Kane. Durante le fasi iniziali del match l'Imposter Kane si portò in vantaggio nei confronti di Kane dopo l'esecuzione di una sidewalk slam. In seguito l'Imposter Kane tentò di eseguire la Chokeslam su Kane, ma quest'ultimo contrattaccò la manovra colpendo l'Imposter Kane con una DDT. Nel finale l'Imposter Kane eseguì la Chokeslam su Kane per poi schienarlo e vincere il match.
Il settimo match fu l'Extreme Rules Lumberjack match tra John Cena e Sabu. Il match iniziò con Cena che lanciò Sabu all'esterno del ring, dove i lumberjacks di Raw (schierati dalla parte di Cena) iniziarono ad attaccarlo per poi rigettarlo all'interno del quadrato. In seguito Sabu si portò in vantaggio nei confronti di Cena per poi spingerlo verso i lumberjacks della ECW (schierati dalla parte di Sabu), i quali iniziarono ad attaccarlo pesantemente. Durante il corso del match Sabu dominò Cena eseguendo un somersault leg drop con l'ausilio di una sedia d'acciaio. Cena iniziò poi a controllare la contesa dopo che contrattaccò un tentativo di flying crossbody da parte di Sabu. A metà match, i lumberjacks di Raw e della ECW iniziarono ad attaccarsi a vicenda. Successivamente, dopo che Sabu colpì Cena al volto con una sedia a bordo ring, alcuni lumberjacks della ECW posizionarono Cena su di un tavolo; tuttavia i lumberjacks di Raw aiutarono Cena il quale contrattaccò colpendo Sabu con una kendo stick. Dopo essere tornati sul ring, Cena colpì Sabu con una sedia per poi gettarlo attraverso un tavolo (posizionato all'esterno del ring) eseguendo la F-U. Dopodiché i lumberjacks di Raw riportarono Sabu sul ring permettendo a Cena di applicare su di lui la STFU, con la quale lo stesso Cena forzò Sabu alla sottomissione per vincere il match.
Il main event vide la D-Generation X affrontare la Spirit Squad in un 5-on-2 Handicap match. Durante le fasi iniziali del match Michaels dominò Mitch per poi dare il cambio a Triple H. Mitch diede poi il cambio a Johnny, il quale fronteggiò Triple H. Dopo che Triple H diede il cambio a Michaels, la Spirit Squad iniziò a controllare la contesa in seguito all'esecuzione di un enzuigiri da parte di Johnny ai danni di Michaels. Successivamente Nicky, che prese il cambio da Johnny, distrasse l'arbitro del match permettendo agli altri membri della Spirit Squad di gettare Michaels all'esterno del ring per poi colpirlo con una sedia d'acciaio. Dopo essere tornati sul quadrato, ogni membro della Spirit Squad continuò a dominare Michaels finché quest'ultimo non colpì sia Nicky che Mikey con una Double DDT. In seguito a ciò Michaels diede il cambio a Triple H, che fece piazza pulita respingendo qualsiasi attacco della Spirit Squad. Nel finale Triple H eseguì il Pedigree su Kenny (diventato nel frattempo l'uomo legale della Spirit Squad), mentre Michaels colpì Johnny con una fulminea Sweet Chin Music; Triple H schienò poi Kenny per vincere il match a favore della DX.

## Risultati
| #    | Incontri                                                                                             | Stipulazioni                                                 | Durata |
| ---- | --- | ------------------------------------------------------------ | ------ |
| Dark | Val Venis ha sconfitto Rob Conway                                                                    | Single match                                                 | —      |
| 1    | Randy Orton ha sconfitto Kurt Angle                                                                  | Single match                                                 | 12:50  |
| 2    | Umaga (con Armando Alejandro Estrada) ha sconfitto Eugene (con Doink the Clown, Jim Duggan e Kamala) | Single match                                                 | 01:26  |
| 3    | Ric Flair ha sconfitto Mick Foley                                                                    | Two-out-of-three falls match                                 | 07:32  |
| 4    | Johnny Nitro (con Melina) ha sconfitto Carlito e Shelton Benjamin (c)                                | Triple threat match per il WWE Intercontinental Championship | 12:00  |
| 5    | Rob Van Dam (c) ha sconfitto Edge (con Lita)                                                         | Single match per il WWE Championship                         | 17:55  |
| 6    | Imposter Kane ha sconfitto Kane                                                                      | Single match                                                 | 07:00  |
| 7    | John Cena ha sconfitto Sabu per sottomissione                                                        | Extreme rules lumberjack match                               | 06:38  |
| 8    | Shawn Michaels e Triple H hanno sconfitto The Spirit Squad                                           | Five-on-two handicap match                                   | 17:45  |